# 新城堡 (班斯卡-什佳夫尼察)

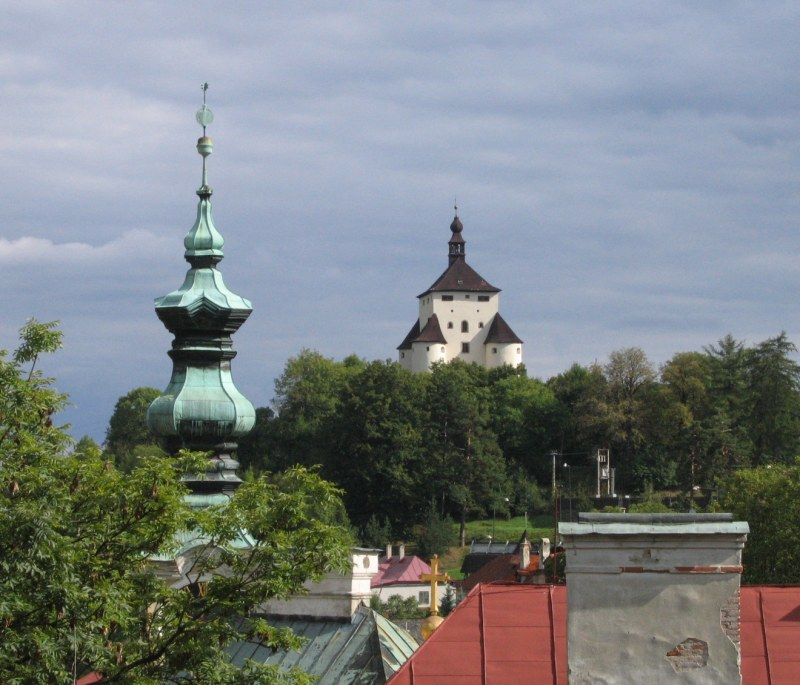
新城堡

新城堡（Nový zámok）是位於斯洛伐克城鎮班斯卡-什佳夫尼察的一座城堡。這座城堡地處班斯卡-什佳夫尼察市中心南部的一座小山上，海拔高度是630米，也是市中心的最高點。現在這座城堡是一座博物館。

## 外部連結
- https://web.archive.org/web/20070731234157/http://www.muzeum.sk/default.php?obj=hrad&ix=sbm_nz

48°27′20.31″N 18°53′45.81″E / 48.4556417°N 18.8960583°E